# Sandra Milo
Sandra Milo (Tunes, 11 de Março de 1933 – 29 de janeiro de 2024) foi uma atriz e apresentadora da televisão italiana.

## Biografia
Nascida na Tunísia de pai siciliano, debutou no cinema em 1955 ao lado de Alberto Sordi, no filme Lo scapolo, começando a ser conhecida pelo seu aspecto exuberante e vistoso e pela sua voz ingénua e infantil, o que atraiu a atenção do público e do mundo do cinema. O seu primeiro papel importante chegou ao ano de 1959 pela mão do produtor Moris Ergas, com quem posteriormente contrairá matrimónio. O filme Il generale della Rovere era dirigido por Roberto Rossellini e Sandra Milo interpretava o papel de uma prostituta. Em 1961 a sua carreira sofreu uma súbita interrupção, depois da apresentação no Festival de Veneza do filme Vanina Vanini de Rossellini, baseado num conto de Stendhal, pessimamente recebido pela crítica e que lhe valeu a alcunha de Canina Canini (mais cadela que as cadelas).
Fundamental foi o seu encontro com Federico Fellini, que relançou a sua carreira em filmes como 8½, de 1963 e Giulietta degli spiriti, de 1965. Pela sua interpretação neste filme recebeu o prémio de melhor atriz secundária no Nastro d'Argento. Seguiram-se filmes como Frenesia dell'estate (1963) de Luigi Zampa, La visita (1963) de Antonio Pietrangeli e L'ombrellone de Dino Risi (1966).
Da sua atribulada vida sentimental, teve uma filha, Deborah, do produtor Moris Ergas e mais dois filhos do seu casamento com Ottavio De Lollis, que a obrigaram a fazer paragens na carreira.
Nos anos oitenta do século XX, começou uma nova carreira na televisão.
Esteve envolvida em várias polémicas.
Morreu em 29 de janeiro de 2024, aos noventa anos.

## Filmografia
- Lo scapolo, de Antonio Pietrangeli (1955)
- Eliana e gli uomini (não creditada), de Jean Renoir (1956)
- Mio figlio Nerone, de Steno (1956)
- Mogli e buoi, de Leonardo De Mitri (1956)
- Le avventure di Arsenio Lupin, de Jacques Becker (1957)
- La donna che venne dal mare, de Francesco De Robertis (1957)
- Lo specchio a due facce, de André Cayatte (1958)
- Totò nella luna, de Steno (1958)
- Erode il grande, de Arnaldo Genoino (1959)
- Vite perdute, de Roberto Mauri (1959)
- Appuntamento con il delitto, de Edouard Molinaro (1959)
- Furore di vivere, de Michel Boisrond (1959)
- Il generale della Rovere, de Roberto Rossellini (1959)
- La giumenta verde, de Claude Autant-Lara (1959)
- Asfalto che scotta, de Claude Sautet (1960)
- Adua e le compagne, de Antonio Pietrangeli (1960)
- Gli scontenti, de Giuseppe Lipartiti (1961)
- Fantasmi a Roma, de Antonio Pietrangeli (1961)
- Vanina Vanini, de Roberto Rossellini (1961)
- Il giorno più corto (não creditada), de Sergio Corbucci (1962)
- 8½, de Federico Fellini (1963)
- Chi vuol dormire nel mio letto?, de André Hunebelle (1963)
- La visita, de Antonio Pietrangeli (1963)
- Frenesia dell'estate, de Luigi Zampa (1963)
- Le voci bianche, de Pasquale Festa Campanile e Massimo Franciosa (1964)
- Amori pericolosi, episódio Il generale, de Alfredo Giannetti (1964)
- Ho una moglie pazza, pazza, pazza, de Jean Boyer (1964)
- ...poi ti sposerò, de Philippe de Broca (1964)
- Le belle famiglie, de Ugo Gregoretti (1964)
- La donna è una cosa meravigliosa, episódio Una donna dolce dolce, de Mauro Bolognini (1964)
- Giulietta degli spiriti, de Federico Fellini (1965)
- L'ombrellone, de Dino Risi (1966)
- Come imparai ad amare le donne, de Luciano Salce (1966)
- La notte pazza del conigliaccio, de Alfredo Angeli (1967)
- Per amore... per magia..., de Duccio Tessari (1967)
- Bang Bang Kid, de Giorgio Gentili e Luciano Lelli (1967)
- T'ammazzo! - Raccomandati a Dio, de Osvaldo Civirani (1968)
- Riavanti... Marsch!, de Luciano Salce (1979)
- Tesoro mio, de Giulio Paradisi (1979)
- Doppio sogno dei Sigg. X, de Anna Maria Tatò (1980)
- Grog, de Francesco Laudadio (1982)
- "FF.SS." - Cioè: "...che mi hai portato a fare sopra a Posillipo se non mi vuoi più bene?", de Renzo Arbore (1983)
- Cenerentola '80, de Roberto Malenotti (1984)
- Camerieri, de Leone Pompucci (1995)
- Ma il portiere non c'è mai?, regia di (2002) Fiction TV
- Il cuore altrove, de Pupi Avati (2003)
- La perfezionista, de Cesare Lanza (2007)
- Chi nasce tondo, de Alessandro Valori (2008)
- Sleepless, de Maddalena De Panfilis (2009)
- Impotenti esistenziali, de Giuseppe Cirillo (2009)
- W Zappatore, de Massimiliano Verdesca (2009)
- Happy Family de Gabriele Salvatores (2010)
- Flaiano: il meglio è passato, de Giancarlo Rolandi (2010) filme documentário
- Mai senza. L'amore e la sessualità nella terza età, regia di Ciro Zecca (2011) filme documentário
- Baci salati, de Antonio Zeta (2011)